# Pterotricha schaefferi
Pterotricha schaefferi är en spindelart som först beskrevs av Jean Victor Audouin 1826.  Pterotricha schaefferi ingår i släktet Pterotricha och familjen plattbuksspindlar. Inga underarter finns listade i Catalogue of Life.